# پسیک
پسیک (به لاتین: Pesik) یک منطقه مسکونی در جمهوری آذربایجان است که در شهرستان قبله واقع شده است.